# Storbritanniens retssystemer
Storbritanniens retssystemer består af tre adskilte jurisdiktioner, hver med sit eget retssystem. Engelsk ret (i England og Wales) og Nordirsk ret (for Nordirland), er begge baseret på common law. Skotsk ret (for Skotland) er baseret på civilretlige principper og elementer af common law.
I forbindelse med oprettelsen af den politiske union imellem England og Skotland, blev der i Unionstraktaten af 1707 indføjet en bestemmelse, der garanterede Skotland et uafhængigt retssystem. En lignende bestemmelse blev ikke indføjet i Unionstraktaten af 1800 mellem Irland og Det forenede kongerige Storbritannien, men Irland (nu Nordirland) fik alligevel lov til at bibeholde sit eget retssystem.
Den britiske højesteret er den sidste appelinstans for civile sager fra alle tre jurisdiktioner, og også den sidste appelinstans for strafferetlige sager fra de to jurisdiktioner England og Wales og Nordirland. Sidste appelinstans for strafferetlige sager i Skotland er den skotske landsret.
De højeste appelinstans i England og Wales er Appeldomstolen (Court of Appeal), Landsretten (High Court) og Landsretten for Kriminelle Sager (Crown Court). Det nordirske retssystem følger samme mønster. I Skotland er den højeste appelinstans i civile sager Sessionsdomstolen (Court of Session), mens den højeste appelinstans i strafferetlige sager er Landsretten (High Court of Justiciary).
Statsrådets Retsudvalg er den højeste appelinstans for en række uafhængige commonwealthstater, de britiske oversøiske territorier samt kronbesiddelser.

## Tre retssystemer
Storbritannien består af tre adskilte jurisdiktioner: England og Wales, Nordirland og Skotland, der hver især har sit eget retssystem.

### Engelsk ret
Engelsk ret er baseret på common law og administreres af domstolene i England og Wales, med en sidste mulighed for appel til den britiske højesteret i både civile og straffesager. Der har ikke været foretaget nogen større kodificering af engelsk ret og domstolenes afgørelser har præjudikatværdi, således, at afgørelser fra en højere domstol dikterer fremtidige afgørelser i lavere. I de forrige århundrede blev systemet løbende tilpasset gennem Writ-systemet således, at det vedblev at være aktuelt og brugbart på dagligdagens sager. Denne tilpasning skete ved at domstolene støttede sig til præcedens og sund fornuft og det har med tiden før til, at retssystemet har opnået et højt niveau af internt sammenhæng og konsistens. I takt med at ideen om magtadskillelse vandt indtog i England og Wales opnåede parlamentet en større autoritet og den lovgivende magt varetages i dag næsten udelukkende af parlamentet. Indenfor visse sagsområder har domstolene dog stadig en retsfastsættende funktion.

### Nordirsk ret
Nordirsk ret er baseret på common law og administreres af de nordirske domstole, med en sidste mulighed for appel til den britiske højesteret i både civile og straffesager. Det nordirske retssystem minder ganske meget om det engelske, hvilket skyldes at en række common law-regler blev inkorporeret i irsk ret dengang Irland var under engelsk herredømme. Der er dog forskelle.

### Skotsk ret
Skotsk ret er baseret på en ukodificeret civilret, suppleret med elementer af middelalderlig common law. Retssystemet har således et pluralistisk, eller ”blandet”, retssystem, der kan sammenlignes med det sydafrikanske og de delvist kodificerede retssystemer i Louisiana og Quebec. I modsætning til de tre øvrige lande i Storbritannien, har Skotland siden Unionstraktaten af 1707 været garanteret et selvstændigt retssystem, men på de ikke-decentraliserede politiske områder deler Skotland fortsat parlament med det øvrige Storbritannien.